# Kopács
Kopács (szerbül Копачево / Kopačevo, horvátul Kopačevo) falu Horvátországban Eszék-Baranya megyében.
Kopács 1991 szeptemberétől 1995 novemberéig a Krajinai Szerb Köztársaság fennhatósága alatt állt. A délszláv háború kitörését követően a lakosság fele (400 magyar lakos) elmenekült a településről.
A település a Horvátországi Magyar Református Keresztyén Egyház székhelye.

## Fekvése
Eszéktől 10 km-re északkeletre a Drávaközben fekszik, közigazgatásilag Bellyéhez tartozik. A falu mellett található a Kopácsi-rét természetvédelmi Park (JU Park Prirode Kopački rit), ezáltal gazdag mocsárvilág, erdőség veszi körül.

## Története
A település határában több olyan régészeti leletet is találtak, amely római település közelségére enged következtetni. A „Csordaút”, „Kispáldomb”, „Dékány Peti” és „Camalja” dűlőkben a terep bejárása során a szakemberek csontdarabokat és több római freskótöredéket találtak. A helyiek szerint korábban római sírok is előkerültek itt, amelyek egy római castrum nekropoliszához tartoztak. Ezek alapján feltételezhető, hogy itt egykor a római korban „Ad Labores” castrumához tartozó kisebb település és temetője volt.
A falu a források szerint 1212-ben baranyai vagy bátai apáti terület volt. A falu melletti mocsár első említése egy pécsi káptalani oklevélben volt 1299-ben Kopach alakban.
A 13. században említést tesznek a falu Szent Zsigmondról elnevezett templomáról.
A falu első református temploma 1606-ban épült. Ez a templom 1666-ban leégett, és mivel a reformáció volt a fő keresztény irányzat, ezért még ugyanabban az évben újjáépítették. A következő évszázadokban a pusztákról folyamatosan költöztek be a faluba a katolikusok, ezért néha előfordult felekezetek közti nézeteltérés, amiknek az oka legtöbbször a szűkös földterület volt.
A mai református templomot 1804-ben kezdték építeni, a tornyát 1807-ben.
1851-ben a faluról a következőket írta Fényes Elek:
„Kopács, magyar falu, Baranya vmegyében, közel a Dunához, ut. p. Eszék 1 óra. Lakja 1350 ref., 20 kath. Ref. anyatemplom. Határa nagy kiterjedésü de lapályos; szénája, nádja, halastava bőséggel. A bellyei urad. tartozik.”
Az Ormánsághoz hasonlóan itt is jellemző volt a 20. század elején az egykézés a szűkös földterületek miatt. Ennek következménye az lett, hogy az elöregedő református közösségbe még több katolikus költözött. A település lakossága így is folyamatosan csökkent, 1942-ben 941 lakosa volt.
Az 1991-es horvátországi háború során súlyosan megsérült a templom, amit a magyar állam támogatásával teljesen fölújítottak 1999-ben.
Kopács híres volt halászatáról, amit ma már szigorúan ellenőriznek, lévén természetvédelmi területen a falu.

## Népesség
Az 1991-es népszámlálás szerint Kopácson 805 fő élt, ebből 610 magyar, 118 horvát, 32 szerb, 10 német és 35 egyéb nemzetiségű. 

## Látnivalók
- Határában a Duna és a Dráva összefolyásánál levő lápos terület gazdag növény és állatvilága a halászok és ornitológusok kedvelt zarándokhelyévé teszi. Itt van Európa egyik legnagyobb természetes madárrezervátuma.
- A kopácsi zoológiai múzeumot 1973-ban alapították, de gyűjteménye 1991-ben, a délszláv háborús események következtében megsemmisült.
- Kopácsi-rét természetvédelmi Park (JU Park Prirode Kopački rit)
- Kopácsi Halásznapok, minden év szeptemberének harmadik hétvégéjén.

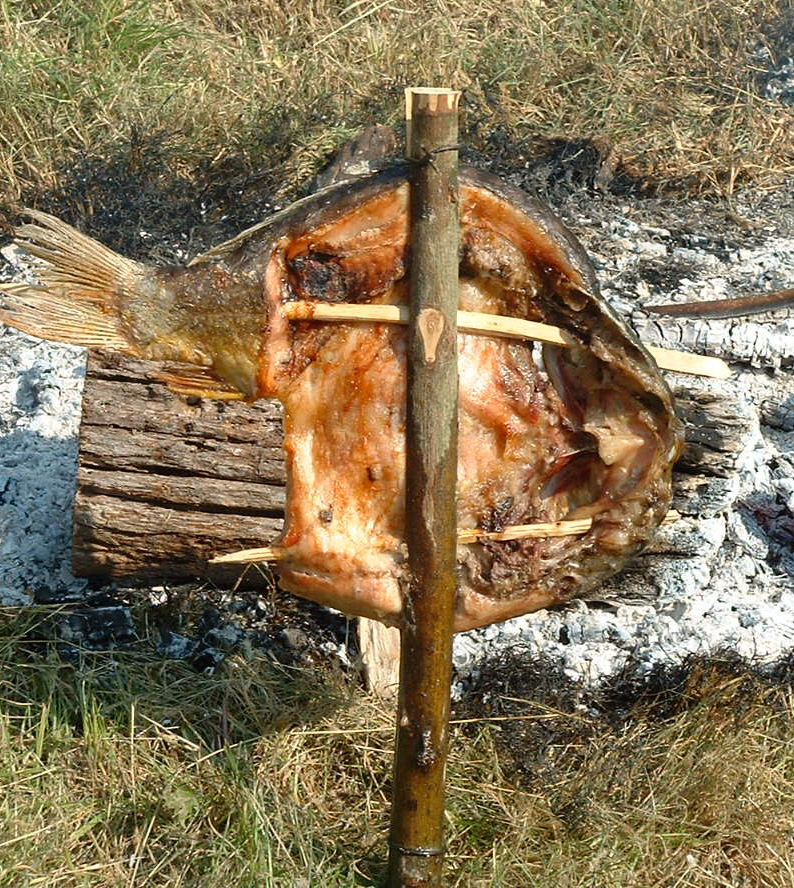
Csíptetett ponty sütés
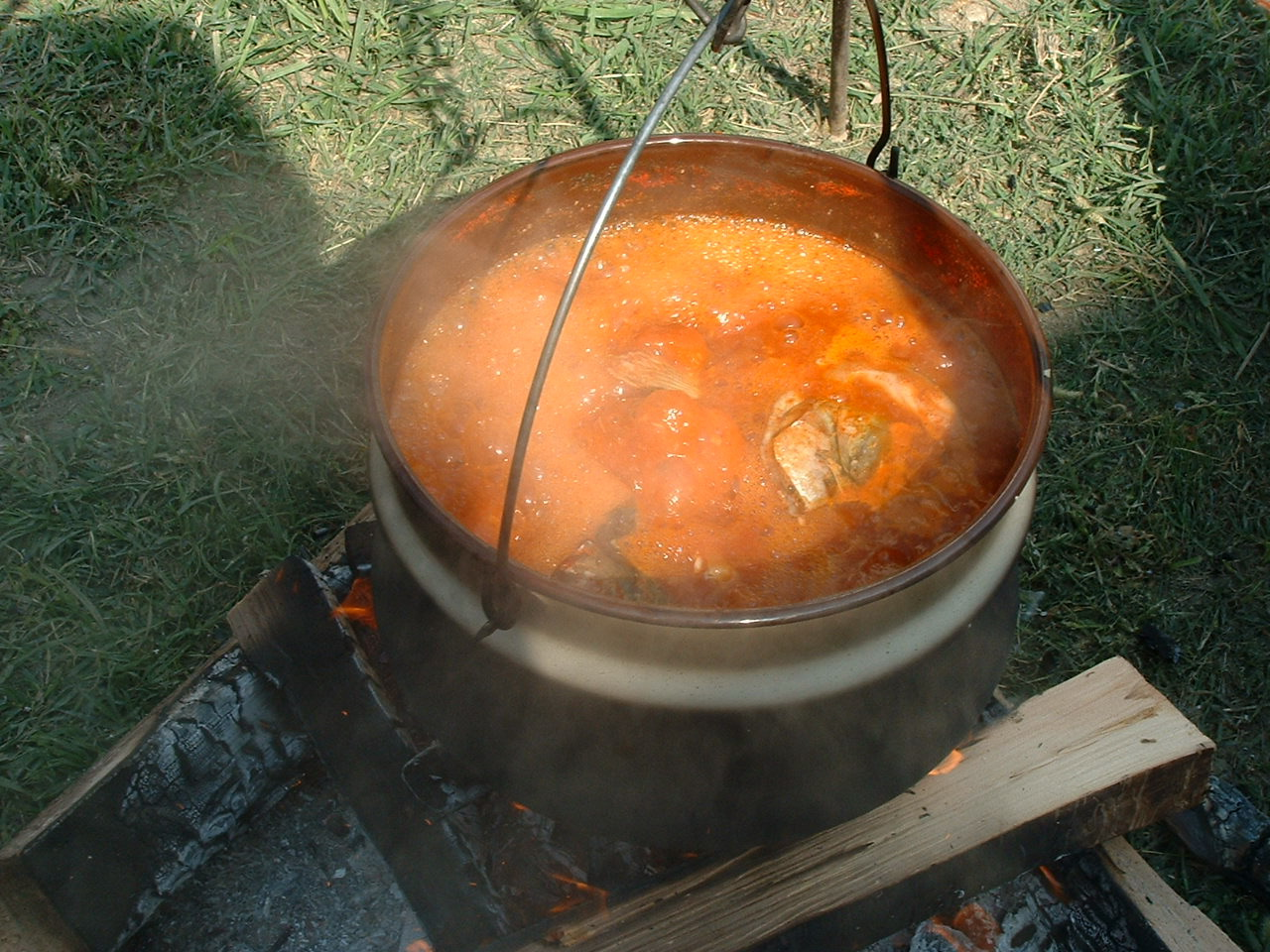
Halászlé bográcsban
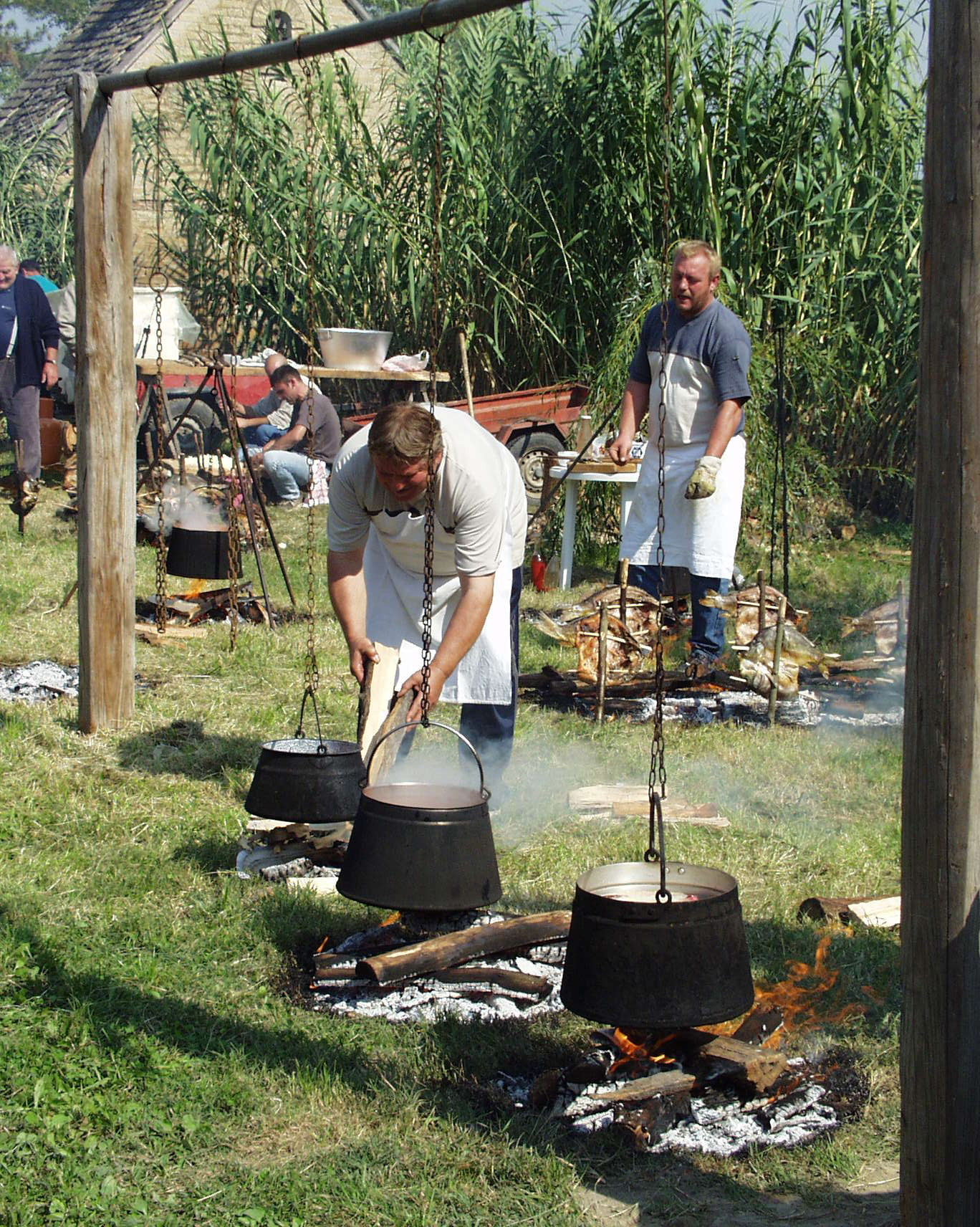
Halfőzők

## Református templom és gyülekezet
Kopács, a honfoglaláskori falu a Drávaszög legdélibb csücskében található. Nevéről már 1212-ben említés történik. A néphagyomány szerint régen Kopocsvár állt a település helyén, erről kapta a nevét, nagyobb valószínűség szerint azonban személynévi eredetű.
A helyi református gyülekezet megalapítása 1545-re tehető. A gyülekezet református hitvallása a gyülekezet új és új változásai során számos generáción át is szilárd és megtörhetetlen maradt. 1576. augusztus 16-17-én megerősítést nyert, amikor a jelenlegi Kopácsi Református Egyházközség nevében Kopácsi Miklós (Nicolaus Kopaczj) elfogadta és aláírta a Hercegszöllősi Kánonokat. Ez ma is egyházigazgatási törvénye a gyülekezetnek és alkotmányán keresztül felettes szervének, a Horvátországi Magyar Református Keresztyén Egyháznak.
Érdekes módon évszázadokig nem találunk írott emlékeket Kopácsról, noha a reformátorok a három részre szakadt Magyarországon épp a baranyai régióban hirdethették legszabadabban az evangéliumot. Csak az 1757-ben püspökké választott Szőnyi Virágh Mihály rendeli el, hogy „minden egyes ekklésiának megalapításától fogva levő prédikátorainak és oskolamestereinek neve az anyakönyvbe bevezettessék. Ha pedig az időnek mostohasága miatt addig számlálni nem tudnak, legalább akikről tudnak, vagy régi eleiktől hallottak prédikátorjaiknak lenni, felírassák.”
Az evangélium első hirdetője Kopácson feltehetően Sztárai Mihály volt. A híres reformátornak jó barátja lehetett Kopácsi István, a sárospataki iskola alapítója, aki bizonyára Kopács szülötte volt. Kopácsi Istvánról keveset tudunk, s ezen kevesek közé tartozik az, hogy Sztáraival, akivel azonos időben lett a lutheri reformáció híve, együtt tanított Patakon.
Polgárdi Czene Sámuel (1754-1774) egyike volt azoknak a tudós lelkészeknek, akik elkezdték írásban rögzíteni az egyházközségek adatait, hogy azok az utókor számára is fennmaradjanak. Az anyakönyvbe vezette a történeti feljegyzéseit, amiket három részre osztott: az egyikbe összegyűjtötte a prédikátorok neveit, és munkájukat, a második nagyobb részben az oskolamestereket, a harmadikban pedig a templom történetét dolgozta fel. Polgárdi Czene Sámuel 1759-ben kezdi el írni a kopácsi gyülekezet anyakönyvét. Tőle tudjuk, hogy a „Templomot miolta bírják a reformátusok, mitsoda újjitások mentenek eránta véghez, mikor és ki engedelméből nagyobbíttatott meg.”, továbbá, hogy a régi templom „mitsoda nemzetségtől és mitsoda vallású emberektől építtetett, – némelyek tulajdonítják a Góthusoknak, némelyek a Görögöknek, de mindezek bizonytalan coniecturák”.
A kopácsi református gyülekezet egyike volt az első virágzó gyülekezeteknek a XVI. században. Az első számadataink az 1782 és 1785 közötti évekből származnak, ekkor 1044 református lelket tartottak számon, 1886-ra ez a szám 1209-re változott. Az egykézésnek miatt a XXI. század kezdetére a létszám fokozatosan csökkenni kezdett: 1913-ban 866 reformátusa volt a falunak. 1971-ben 552 fő vallotta magát reformátusnak, 1996-ra a szám 260-ra apadt. A háború után a legtöbb kopácsi visszatért falujába, így a mintegy 650 lakos közül ma több mint négyszáz a regisztrált gyülekezeti tagok száma.
A Kopácsi Református Egyházközség őrálló gondnokai: 
1805 		Posár István
1807		Borkó András
1817		Kováts István
1819		Kis Tzövek Sámuel
1821		Ferencz András
1842		Szabó József
1845 		Peti András
1847		Máté Illyés
1849		Berta János
1855		Jakab Imre
1856		Peti István
1857		Czövek István
1857		Valkai Áron
1858		Máté István
1861		Farahó István
1862		Szabó József
1863		Varga János
1865		K. Kettős Imre
1866		Peti István
1867		Koloszár Áron
1871		Molnár Áron, Bencsák János
1872		Farahó Péter
1873		Csapai Samuel
1874		Berta István
1875		Csapai Imre
1876		Szalaji Péter
1878		Korsós János
1880		K. Kettős Sámuel
1881		Kövi István
1882		Benó Bálint
1883		Czövek Illés
1884		Molnár Áron
1885		Kristóf József
1886		Török János
1887		Meleges János
1888		Bencsák Áron
1889		Benó János
1890		Dömze Imre
1891		Szabó Imre
1892		Dani Áron
1893		Kis János
1894		Szalai Mihály
1895		Máté József
1896		Lövött Imre
1897		Czövek János
1898		Farahó István
1899		Koloszár Illés
1900		Szabó József
1901		Valkai János
1902		Szabó Imre
1903		Koloszár István
1904		Kis István
1905		Kristóf János
1906		Czövek János
1907		Meleges János
1908		Kántor Illés
1909		Meleges Péter
1911		Dömötör János
1914		Bencsák Áron
1917		Kettős Áron
1918		Varga József
1921		Kovács Mihály
1924		Kántor János
1926		Molnár János
1929		Jakab Áron
1932		Baka Sándor
1935		Kristóf Lajos
1938		Borkó János
1942		Koloszár István
1944		Váradi Lajos
1949		Darányi János
1964		Koloszár Illés
1980		Varga József sen.
2002		Varga Zoltán sen. 
2008		Kristóf István sen.
2011		Sipos Lajos sen.
2011		Farahó Zoltán
2018		Kiss József
2018		Varga László

A hagyomány szerint az első templomot még a gótok vagy a görögök építették valamikor Krisztus után 400-500 körül. A reformáció idejében már templom állhatott, amely 1666-ben leégett, helyébe új templomot építettek, amelyet több alkalommal javítottak és nagyobbítottak. A régi alapjain 1808-ban készült el a teljesen új templom, amelyet 1848-ban újból megnagyobbítottak. 1862-ben tizenkét változatú orgonát vásároltak. A templom 890 ülőhelyes. A parókiát 1870-ben építették. A délszláv háború alatt találat ugyan nem érte a templomot, de így is nagy károk keletkeztek benne. A toronysisak „bögyét” mind a négy oldalon kivágták, mert ott volt a géppuskaállás. A parókiát kifosztották, a páncélszekrényt, amelyben a klenódiumok voltak, felrobbantották, az edényeket elrabolták. Az értékesebb iratokat a presbiterek magukhoz vették, így azok megmaradtak. A templomot, parókiát a háború befejezése után a magyar állam anyagi segítségével sikerült felújítani. 
Kopácson született 1868-ban Borkó Julianna, aki parasztasszony létére bibliakört vezetett, és hitéről másoknak bizonyságot tett. A nehéz időszakban is mindenkit buzdított, bátorított Jézus követésére. Ismert és maga komponált dallamokra 300-350 református éneket szerzett, amelyek nagyon népszerűek lettek. Énekei a magyarországi református énekeskönyvben is megtalálhatóak (411. és 454. ének), de a délvidéki református énekeskönyvben is megvannak. A „Buzgóság” címen kiadott énekeskönyvben több tucat éneke található. 
1817-ben 1020, 1859-ben 1275, 1885-ban 1200, 1910-ban 866, 1941-ben 599, 1989- ben 510, 1999-ben 546 református élt Kopácson. 
A gyülekezet lelkipásztora Kettős Attila, aki a szentlászlói, eszéki, bellyei gyülekezetek lelkésze is. 
Templom
A vaskerítéssel övezett kertben álló templom utcafronton lévő tornya félköríves ablakokkal tagolt, a sarkokon pilaszterek díszítik. A toronyóra a felső párkányba épített. A toronysisak különleges formájú, középső része nyitott, galériaszerű, karcsú, gombbal és csillaggal. A hajót oldalirányban bővítették, ez barokkos homlokzatot kapott. A hajó sík boltozató, a mennyezet alatt fut egy tagolt párkány. Két karzata közül az eredeti négyszögletes, lemetszett sarkú, téglaoszlopokra állított, mellvédjén süllyesztett mezők. Másik karzata barnára festett fa mellvéddel ellátott, amely keretes szerkezetű középen három mezőben csillag. Fehér márvány táblán felirat: „ ÚJJÁÉPÜLT A MAGYAR KORMÁNY TÁMOGATÁSÁVAL A MAGYARSÁG ADOMÁNYAIBÓL” 
A szószék félköríves tégla díszes, empír jellegű fa koronával tetején mellét sebző pelikán. Az úrasztala ovális lappal ellátott, négy kis lábon álló zárt szerkényű festett fa.
Orgona
Karzaton épített klasszicista orgonaszekrény találhatóü. Két széle magasabb, aranyozott pilasz-terekkel díszes, fölöttük középen aranyozott díszítéssel. A lezáró párkány alatt gyöngysor, felül aranyozott pártázat, középen és sarkain felálló akantuszlevél. A belső sarkokból induló háromszög alakú kék alapon arany akantuszlevelek vannak. A középső alacsonyabb rész két szélén a sarokelemek mind formailag, mind díszítésben ismétlődnek, közepe csúcsban végződik. Építőjéről nincsen adat. Szerkezete 1 manuálos (9 regiszterrel), mechanikus traktúra. 
Harang
A harang bronzból öntve, tárcsás, vasjáromra szerelve, villamosítva, illetve digitális felvételről szól elektromos időzítő segítségével működik. A harang díszített, német felirattal készült 1923-ban. Felirata: „BALT SALIO ABIAZINA ZAGREB 1923.”

## Néprajzi jellemzők
A falu házai a vízpart felé tájoltak voltak, köszönhető a halgazdálkodásnak. Ezen házak homlokzata dísztelen, utcára nem nyílnak ablakok. Ennek oka, hogy a helyiek féltek a rablóktól, akik az utcáról tudtak besurranni. Az első vályogházak az 1840-es években épültek, korábban faházakat építettek a helyiek. Az 1900-as évek elején megjelentek a kőházak cseréptetővel.
A régi házakban a konyha északi, a szobák déli tájolásúak. Az udvaron található górét rendszerint az utca felé tájolták – ezzel mutatva az embereknek, hogy milyen sok takarmányuk van.
Az 1900-as évek elején jellemző volt a falura, hogy a rokonság egy udvaron osztozott, több generáció élt egymás mellett. Ezt hívták a helyiek „felekezetnek” nevezték. A rokonság együtt evett egy asztalnál.

## Testvértelepülései
- Kozármisleny, Magyarország
- Somberek, Magyarország